# Center for Strategic and Budgetary Assessments

Le Center for Strategic and Budgetary Assessments (CSBA), centre des évaluations stratégiques et budgétaires, est un groupe de réflexion indépendant des États-Unis, à but non lucratif, basé à Washington, DC, spécialisé dans la politique de défense, la planification des forces de défense et les budgets de défense des États-Unis. Il est dirigé par le Dr Thomas G. Mahnken. Selon son site Internet, la mission de CSBA est de :
promouvoir une réflexion et un débat novateurs sur la stratégie de sécurité nationale, la planification de la défense et les options d'investissement militaire ... [et] permettre aux décideurs de prendre des décisions éclairées en matière de stratégie, de politique de sécurité et d'allocation des ressources.
La CSBA met l'accent sur les initiatives que les États-Unis et leurs alliés peuvent prendre pour investir avec sagesse dans l'avenir, même pendant les périodes d'austérité et d'incertitude budgétaires. Le CSBA évalue ses propositions de politique de défense à travers la méthodologie du Net Assessment, des simulations par jeux de guerre (wargames), et en estimant leur impact sur le budget du ministère de la Défense couvrant plusieurs programmes de défense des années futures.

## Contexte
Le CSBA trouve ses origines dans le Defence Budget Project, qui a été établi par Gordon Adams en 1983 au Center on Budget and Policy Priorities afin de « combler une lacune d'information vitale dans le débat politique » pendant le développement de la politique de défense de l'administration Reagan. En mai 1995, le CSBA a été incorporé dans sa forme actuelle. Au cours des deux décennies suivantes, CSBA a joué un rôle de premier plan dans le débat sur la révolution dans les affaires militaires et la transformation de l'armée américaine.
Depuis le 11 septembre 2001, le CSBA a axé son analyse sur le lien entre les besoins à court terme et les défis à plus long terme. Selon le site Web du groupe, CSBA « regarde deux à trois décennies en avant pour identifier les défis et opportunités de sécurité émergents ». Le CSBA décrit ses efforts actuels comme « attirant l'attention sur un ensemble de domaines de préoccupation émergents inquiétants et profonds: une menace croissante de la Chine dans le théâtre du Pacifique; un Iran doté de l'arme nucléaire ; le maintien de la base industrielle de défense américaine ; et le réalignement du budget de la défense ». Au cours des dernières années, le CSBA a joué un rôle de premier plan dans le développement continu d'un concept AirSea Battle par l'US Air Force et la Marine. À la suite des coupes dans les dépenses de défense américaines et à l'accélération de la modernisation militaire étrangère, le CSBA a également joué un rôle de premier plan en soulignant la nécessité de rééquilibrer la structure des forces du ministère de la Défense  et d'investir judicieusement pour les défis futurs .
Le CSBA est aussi une organisation éducative à but non lucratif. Le programme d'éducation publique et de recherche du groupe est financé par des subventions et des contributions de diverses fondations et entreprises. La majorité des revenus du CSBA provient du soutien à la recherche sous contrat avec le Département de la Défense, les services des Forces armées et l'Agence pour les projets de recherche avancée de défense (DARPA).

## Membres
Les principales personnalités du CSBA comprennent :
- Dr Thomas G. Mahnken, président (depuis 2016)
- Andrew Krepinevich, Jr., président de 1993 à 2016
- Eric Edelman, ancien sous-secrétaire à la défense des politiques (2005–2009), ambassadeur en Turquie (2003–2005), ambassadeur en Finlande (1998–2001)
- Todd Harrison, chercheur principal
- Bryan Clark, ancien assistant spécial du chef des opérations navales

## Anciens membres
- Robert O. Work, ancien vice-président pour les études stratégiques, ancien sous-secrétaire à la Défense (mai 2014 à juillet 2017)
- Michael G.Vickers, ancien vice-président pour les études stratégiques, aujourd'hui sous-secrétaire à la défense pour le renseignement, ancien secrétaire adjoint à la défense de la Defense for Special Operations / Low-Intensity Conflict & Interdependent Capabilities (SO/LIC&IC)

## Conseil d'administration
Les membres notables du conseil comprennent :
- Nelson M. Ford, président
- Gén. Jack Keane
- Dave McCurdy
- Barbara Humpton